# Iran Khodro

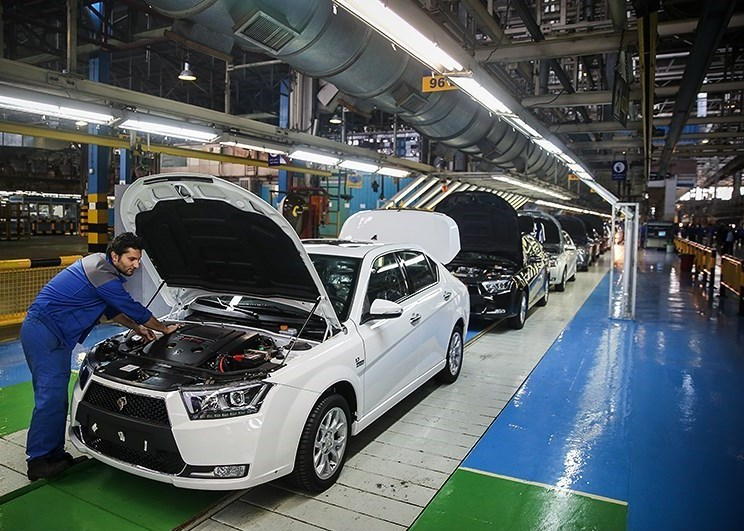
Iran Khodro factory 2

Iran Khodro (persiska: ایران‌خودرو), med varumärket IKCO, är en iransk biltillverkare med huvudkontor i Teheran. Företaget hette från början Iran National (ایران ناسیونال). Det grundades 1962. Bolaget tillverkar personbilsmärkena Samand, Peugeot och Renault samt lastbilar, minibussar och bussar.

## Historia

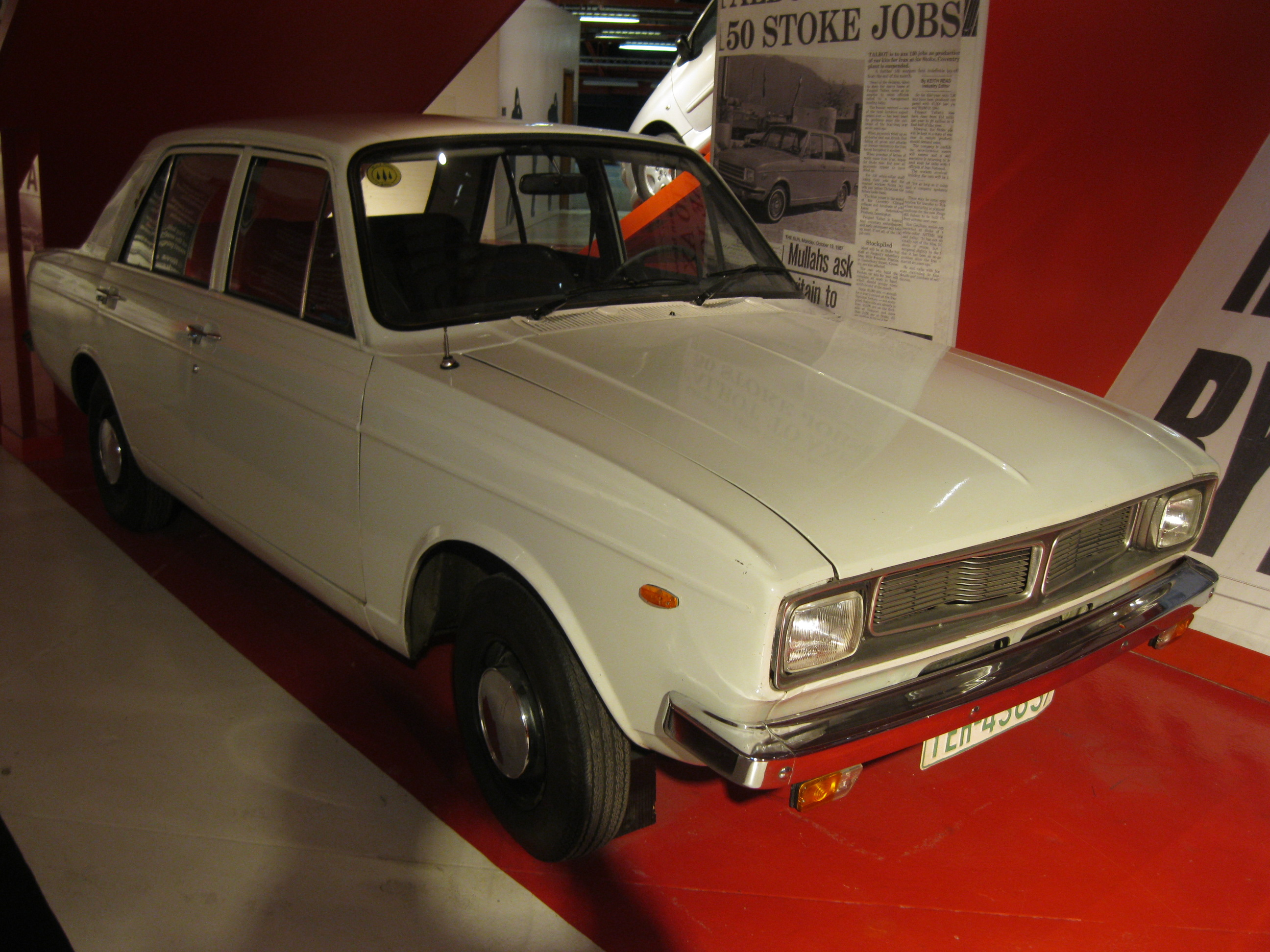
Paykan Hillman Hunter

Bolaget tillverkade under mer än tre decennier fram till 2005 modellen Paykan som baserades på brittiska Rootes-gruppens personbil Hillman Hunter. 1966 fick Iran Khodro licensen att producera Hillman Hunter-bilar. Den första bilen som byggdes 1967 kallades för Paykan och kom i två olika modeller: deluxe och standard. Redan samma år utökades produktionslinjen med Paykan pickup och Paykan taxi. Rootes slöt ett avtal med Paykan om att montera Hillman Hunter-bilar i Iran. Tillverkningen startade 1967. 1985 sålde den nya ägaren PSA hela produktionsrätten till Paykan och bilen fortsatte att tillverkas i Iran fram till 2005, under hela 38 år.